# Banco Santander Argentina
Banco Santander, anciennement connue sous le nom de Banco Río puis sous le nom de Santander Río en Argentine, est une banque de services commerciaux et financiers et une filiale de Banco Santander basée en Espagne.
Basée dans la ville de Buenos Aires, c'est la deuxième banque privée du pays (en termes de dépôts et d'épargne). L'entité compte 430 succursales, trois millions et demi de clients, plus de 8 500 employés et est présente dans vingt-deux provinces et dans la ville autonome de Buenos Aires.

## Histoire
Banco Río de la Plata a été créée le 14 mai 1968 grâce à l'acquisition de Banco del Este de Pecom, une société holding privée appartenant à la famille Pérez Companc. Les Pérez Companc s'étaient établis dans le monde des affaires argentin relativement récemment grâce au succès de la Compañía Naviera Pérez Companc, une entreprise de transport créée en 1946.
Santander Argentina est une filiale majoritaire du Groupe Santander à travers sa société holding ABLASA, avec 79% de son capital et 99,3% de ses actions en circulation.
Ses services comprennent les services bancaires de détail, les cartes de débit et de crédit, les prêts commerciaux et à la consommation, les prêts hypothécaires, les dépôts à terme, les transferts d'argent et d'autres services bancaires pour les entreprises et les particuliers, ainsi que pour les petites et moyennes entreprises. Santander Seguros et Santander Sociedad de Bolsa sont des succursales de l'entité. La banque détient également une participation majoritaire dans Visa Argentina, les services de transfert GIRE, Banelco et Interbanking ATMs, une unité bancaire offshore, entre autres.
La banque, la troisième plus grande d'Argentine, détient des dépôts d'environ 4,8 milliards de dollars (7 % du total) et un portefeuille de prêts de 3,8 milliards de dollars, soit près de 9 % du total. Elle exploite 262 succursales dans tout le pays et emploie plus de cinq mille personnes. Son réseau de distributeurs automatiques de billets Banelco, avec un total de plus de 1 500, est le plus grand du pays.
En mars 2017, Santander a finalisé l'acquisition du portefeuille de détail de Citibank Argentina après que la société nord-américaine a décidé de se limiter à l'exploitation de services bancaires aux entreprises, aux institutions et aux entreprises dans le pays sud-américain. De cette façon, Santander a ajouté cinq cent mille clients particuliers et soixante-dix succursales.